# Simon Youl
Simon John Arthur Youl, né le 1er juillet 1965 à Symmons Plains en Tasmanie, est un joueur australien de tennis.

## Carrière
Vainqueur en 1983 avec Mark Kratzmann aux tournois de double juniors de Roland-Garros, de Wimbledon et de l'US Open.
Il compte une victoire sur le top 10 face à Kevin Curren no 7 à Brisbane en 1983 (6-3, 0-6, 6-1).
En 1984 il participe à l'épreuve de tennis des jeux olympiques réservé aux jeunes de moins de 20 ans où il doit abandonner en quart de finale.
Il atteint les huitièmes de finale du tournoi de Wimbledon 1988 et de l'Open d'Australie 1990 où il perd respectivement contre Stefan Edberg et Ivan Lendl.
Il a gagné deux titres ATP en simple et sept en Challenger, plus deux finales.
Il a aussi été vainqueur du 11ème Open d'Altkirch en 1993 face à Merbilhaa Gustavo
Après sa carrière de joueur, il est devenu entraîneur à Hobart.

## Palmarès

### Titres en simple messieurs
| No | Date       | Nom et lieu du tournoi                   | Catégorie    | Dotation  | Surface    | Finaliste     | Score         |  |
| -- | ---------- | ---------------------------------------- | ------------ | --------- | ---------- | ------------- | ------------- |  |
| 1  | 17-07-1989 | OTB International, Schenectady           |              | 100 000 $ | Dur (ext.) | Scott Davis   | 2-6, 6-4, 6-4 |  |
| 2  | 30-03-1992 | Epson Super Tennis Tournament, Singapour | World Series | 235 000 $ | Dur (int.) | Paul Haarhuis | 6-4, 6-1      |  |

### Titres en double messieurs
| No | Date       | Nom et lieu du tournoi          | Catégorie    | Dotation  | Surface      | Partenaire      | Finalistes                      | Score    |          |
| -- | ---------- | ------------------------------- | ------------ | --------- | ------------ | --------------- | ------------------------------- | -------- | -------- |
| 1  | 05-03-1990 | Grand-Prix Hassan II Casablanca | World Series | 125 000 $ | Terre (ext.) | Todd Woodbridge | Paul Haarhuis Mark Koevermans   | 6-3, 6-1 | Parcours |
| 2  | 12-09-1994 | Romanian Open Bucarest          | World Series | 525 000 $ | Terre (ext.) | Wayne Arthurs   | Jordi Arrese José Antonio Conde | 6-4, 6-4 |          |

### Finale en double messieurs
| No | Date       | Nom et lieu du tournoi   | Catégorie       | Dotation  | Surface    | Vainqueurs                   | Partenaire     | Score         |  |
| -- | ---------- | ------------------------ | --------------- | --------- | ---------- | ---------------------------- | -------------- | ------------- |  |
| 1  | 02-10-1989 | Queensland Open Brisbane | GP World Series | 150 000 $ | Dur (ext.) | Darren Cahill Mark Kratzmann | Broderick Dyke | 6-4, 5-7, 6-0 |  |